# Johann Baptista Lauggas

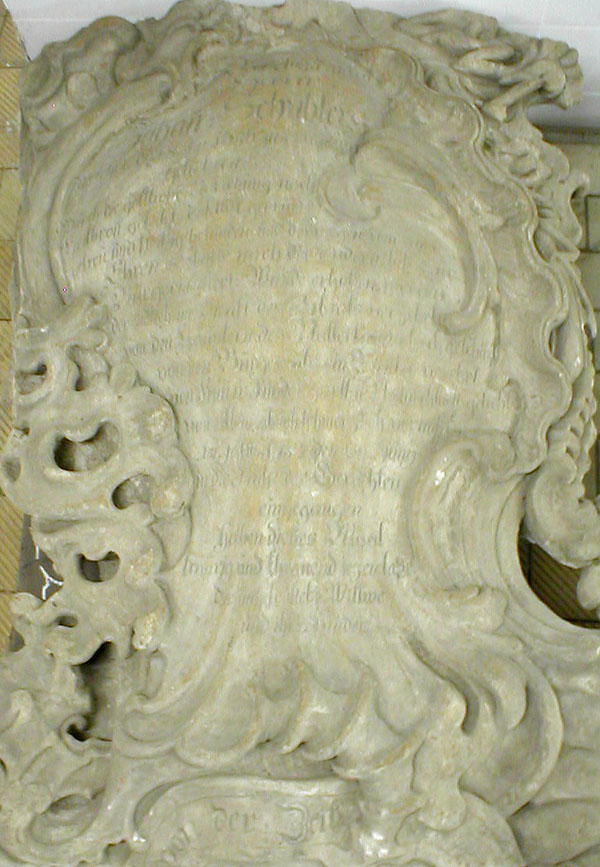
Fragment des Schübler-Grabmals von Lauggas im Heilbronner Lapidarium

Johann Baptista Lauggas (* 1708 in Meran; † 1768 in Öhringen; auch Johann Baptist Lauggas) war ein deutscher Bildhauer des Rokoko. Er war vornehmlich in der hohenlohischen Residenzstadt Öhringen tätig und dort Hofbildhauer.

## Leben
Lauggas wurde in Meran geboren und am 21. April 1708 getauft. Über seine ersten 33 Lebensjahre ist sonst nichts bekannt.
1741 heiratete Lauggas, vermutlich schon lutherischen Glaubens, Maria Sophia Landbeck aus Öhringen und wurde Öhringer Bürger. Der Ehe entstammten vier Kinder, von denen zwei schon früh starben. Der Sohn Franz Heinrich studierte Theologie und starb 1789, die Tochter Anna Regina Dorothea heiratete 1768 den Öhringer Hofgürtler Ziegler.
Lauggas war in Öhringen unter den hohenlohe-oehringischen Fürsten Johann Friedrich II. und Ludwig Friedrich Carl tätig. Ab 1747 bezeichnete er sich als Hofbildhauer. 1752 kaufte er das damals schon rund 200 Jahre alte Haus Kirchbrunnengasse 25, in dem er bis zu seinem Tod 1768 wohnte. Am 4. Oktober 1768 wurde er auf dem Öhringer Friedhof begraben.
Seine Witwe bewohnte das Haus noch bis 1780. Nach zahlreichen Besitzerwechseln wurde es um 1990 abgebrochen und durch einen dem Vorgänger nachempfundenen Neubau ersetzt. Das Portal mit einer von Lauggas gestalteten Supraporte wurde dabei übernommen.

## Werk

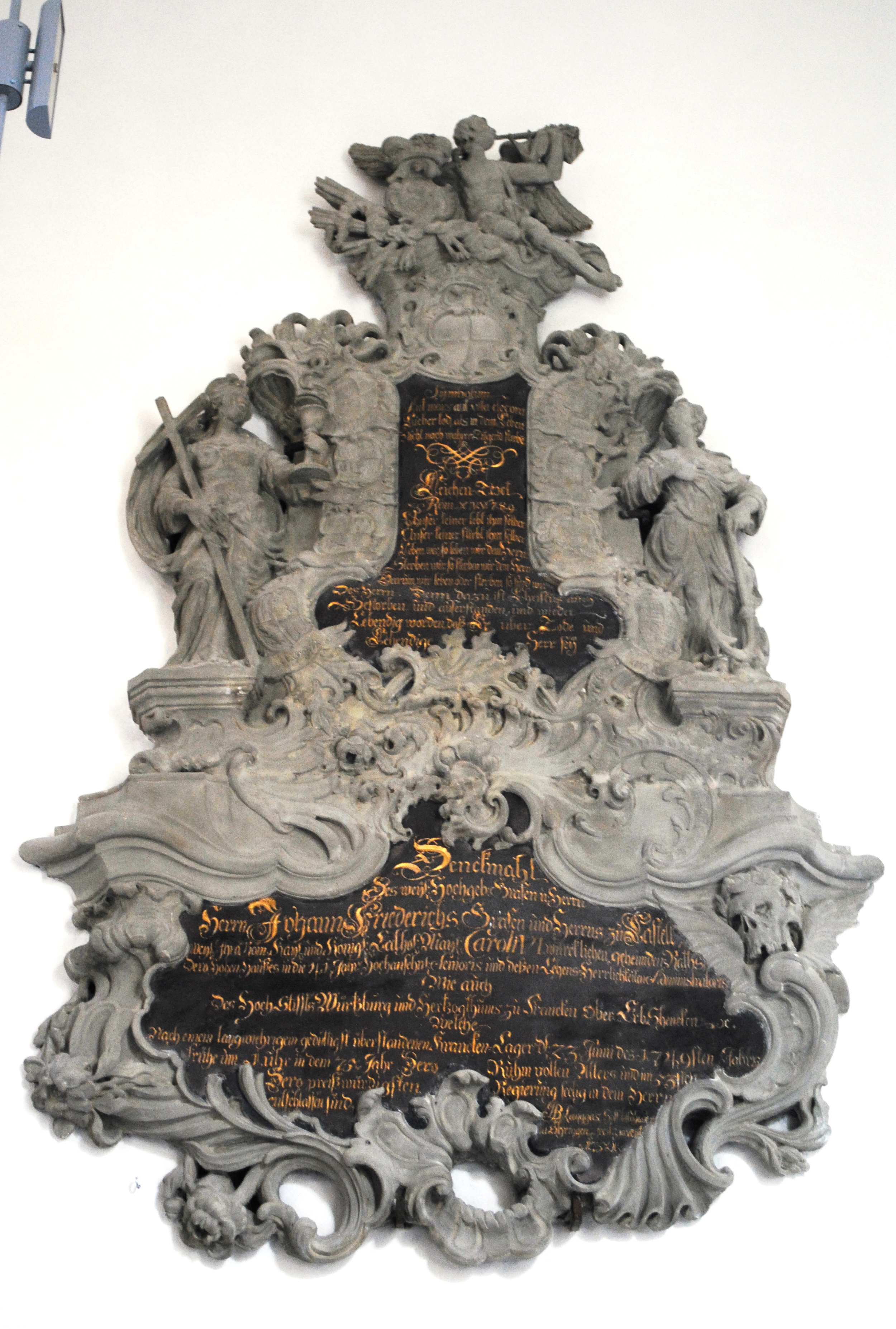
Das Epitaph in der Kirche Rüdenhausen

Lauggas’ Werk umfasst Steinmetzarbeiten, Steinbildhauerei, Holzschnitz- und Vergoldungsarbeiten sowie gelegentlich Malerei. 1746 bis 1749 wirkte er maßgeblich an der Barockisierung der Stiftskirche Öhringen mit. Ein aus Holz geschnitztes, drei Engel zeigendes Deckenbildwerk im Hauptschiff der Kirche stammt von ihm.
Es haben sich einige von Lauggas erschaffene Grabmale erhalten, teils schlichter Art wie das 1748 entstandene Grabmal des Stiftsfräuleins Sophia Juliana von Wöllwarth in der Stiftskirche Oberstenfeld, teils mit prächtigen Rokokoformen wie das Grabmal des Hohenloher Kanzlers Bernegger aus dem Jahr 1753 in der Seitenkapelle der Öhringer Stiftskirche, das Grabmal des Heilbronner Bürgermeisters Johannes Schübler von 1759 (heute im Lapidarium des Stadtarchivs Heilbronn) und das Grabmal des Bürgermeisters Johann Peter Muth von 1765 in der Öhringer Friedhofskapelle St. Anna. Ebenfalls in der Öhringer Friedhofskapelle befindet sich das Grabmal des 1759 gestorbenen Dekans Johann Michael Heinle.
Weitere Werke:
- Supraporte mit Dreieinigkeitsmotiv an seinem Haus in Öhringen[5]
- Epitaph des Grafen Johann Friedrich zu Castell-Rüdenhausen von 1751 im Chor der evangelischen Kirche St. Peter und Paul in Rüdenhausen[6]
- Doppelgrabmal zweier Brüder aus Heilbronn, des städtischen Syndikus Georg Heinrich Geiling (1698–1756) und des Stadtschultheißen Johannes Georg Geiling (1696–1757), heute im Heilbronner Lapidarium[7]
- Steinepitaph des Oberamtmanns Urban Immanuel Keller († 1766) in der Brackenheimer Johanniskirche[8]
- Steinepitaph für Lukas Samuel, Dietrich Christoph, Marie Luise und Luise Margarethe Koch, 1742 gesetzt von dem Vogt Christoph Koch und seiner Frau Dorothea[9]